# Растибуђилизоване клејбезабле
Растибуђилизоване клејбезабле је култна представа београдског аматерског позоришта Театар Лево, која је обележила један период српског позоришног живота. Сценариста и режисер је Милан Вукотић, легендарни уметнички директор Театра Лево, који је повремено и глумио у овој представи. Клејбезабле су премијерно изведене 13. марта 1976. године и током наредних 50 година представа је играна више од 1.500 путра, чиме се убраја у представе са највећим бројем извођења, не само на простору некадашње Југославије и Балкана, већ и у Европи.
Растибуђилизоване клејбезабле се већ дуго не играју у Театру Лево, али се играју у другим позориштима, али знатно ређе него раније. Поводом обележавања Светског дана позоришта 2025. године Театар Лево је приредио изложбу „Прво рок позориште“, на којој је истакнута ова култна представа Милана Вукотића, која се игра већ 49 година на различитим језицима.

## Шта су клејбезабле
Клејбезабле су троминутне драме „које трају пет минута”, како их описује аутор Милан Вукотић. То је својеврсни низ скечева који пародирају стварност, а како би се стварност приказала баш онакву каква јесте представа је без сценографије, музике и сценских ефеката. Данашњи водитељ представе, а некада члан прве глумачке поставе, Драгољуб Његру о наслову представе је рекао само: „Не питајте ме шта значи надалеко чувени наслов наше представе...”

## О представи
Растибуђилизоване клејбезабле је сатирични текст који се састоји од тридесетак независних игроказа. Током једне представе, која траје око сат времена, углавном се изведе њих десет. Свака од тих „троминутних драма од пет минута” има посебан наслов, а неки од њих су: 
- Диктатор,
- Лепотица и змај,
- Поноћни портир,
- Ајнштајн не важи,
- Пасје поподне,
- Исповедаоница...

Игроказ Пасје поподне, на пример, исмева образовни систем.  У њему студенти попут Розе Луксембург или Ђордана Бруна полажу испите код професора Бруке Рогатића, Бруке Подметића, Бруке Незналића. 
Оно што ову представу чини актуелном и данас јесте приступ темама које никад не застаревају. Зато се овај комад толико дуго одржао и убраја се у најдуговечније представе. Неки је чак пореде са чувеном британском хумористичком серијом Монти Пајтон, али је такав хумор седамдесетих година у Југославији још био углавном недоступан. Била су то прилично строга времена када се није облагонаклоно гледало на исмевање друштва и система, а представа Растибуђилизоване клејбезабле је чинила управо то. Слала је снажну поруку, на танкој линији између смеха и суза.
Глумац Милан Пјевић Чупа, који је играо на премијери Клејбезабли, и после 50 година активни је члан Театра Лево. Он је о представи рекао да је прва клејбезабла настала 1976. године, а онда је Вукотић „склопио 10 клејбезабли да би имао једну представу од 40 минута. Временом је то дописивано и ту је 50 – 60 Клејбезабли настало касније. Било је јако лепо и добра је екипа била та у почетку, а и касније су долазили неки нови људи који су исто били квалитетни тако да смо направили једну историју од представе. Баш ми је драго што сам учествовао у њој.“

### Актуелна глумачка постава
Актуелну глумачку поставу представе Растибуђилизоване клејбезабле чине глумци аматери: 
- Соња Вратоњић Крстић,
- Александра Марковић,
- Аника Лехки,
- Марија Пражић,
- Даница Суботички,
- Мина Јовановић,
- Маријана Глушац,
- Дарко Пурић,
- Небојша Радивојевић,
- Мирко Радека,
- Никола Планчак,
- Милан Пјевић Чупа,
- Петар Ђурђевић[1]

Занимљиво је да је Милан Пјевић Чупа, који је глумио на премијери, остао део глумачке поделе целих 50 година. Део прве поставе био је и садашњи водитељ представе Драгољуб Његру, а некада је у Клејбезаблама глумила и касније позната српска глумица Мирјана Карановић.

## Извођења
Представа Растибуђилизоване клејбезабле извођена је широм Европе, између осталог и у Португалу, Пољској, Холандији и Италији. Гостовала је на 35 међународних фестивала и играна је, осим на српском и на француском, италијанском, енглеском, португалском, мађарском и другим језицима.
Од 1976. до 1980. године глумачка трупа је провела на турнеји коју су су назвали „Молијер”, по француском комедиографу. Своје представе су играли на бројним позоришним сценама, али и у школама, фабрикама, кафанама, касарнама, на улици и граници. Поједина извођења била су и на крајње необичним местима – у Ресавској пећини, авиону, празном базену, на трајекту или градилишту, али и у елитним европским позориштима.